# Ignacio Gómez Aristizábal
Ignacio José Gómez Aristizábal (El Peñol (Antioquia), Colombia, 2 de diciembre de 1929), es un eclesiástico colombiano de la Iglesia católica. El papa Pablo VI lo designó  obispo de la Diócesis de Ocaña el 24 de julio de 1972 y ordenado el 8 de septiembre de 1972. El 10 de octubre de 1992, el papa Juan Pablo II lo nombra arzobispo de la Arquidiócesis de Santa Fe de Antioquia. El papa Benedicto XVI lo nombra como Arzobispo Emérito de Santa Fe de Antioquia el 12 de enero de 2007.

## Biografía
Nació en El Peñol (Antioquia) el 2 de diciembre de 1929.
Hizo sus estudios de secundaria en el Seminario Conciliar de Medellín (1947-1951). Siguió los ciclos de Filosofía y Teología en el Seminario de Medellín (1952-1958). Estudió Ciencias Sociales en la Universidad Pontificia Gregoriana en Roma (1959).

### Sacerdocio
Recibió la ordenación sacerdotal, en Sonsón (Antioquia) el 17 de agosto de 1958.
En el ejercicio de su ministerio sacerdotal ha desempeñado los siguientes cargos: 
- Vicario cooperador Parroquia Catedral Rionegro (1960-1962)
- Coordinador de Pastoral Diocesana y delegado de Escuelas Radiofónicas (1962-1965)
- Delegado para Escuelas Radiofónicas, Caritas y Acción Social (1965-1969)
- Párroco de la Parroquia de San Antonio de Pereira (1970)
- Vicario de Pastoral en la Diócesis de Sonsón-Rionegro (1970-1972).

### Episcopado
Fue preconizado Obispo el 27 de julio de 1972 con el título de Obispo de Ocaña. Recibió su ordenación Episcopal en Rionegro (Antioquia) el 8 de septiembre de 1972.
Durante su ministerio episcopal ha desempeñado los cargos de: 
- Obispo de la Diócesis de Ocaña (1972-1992)
- Arzobispo de la Arquidiócesis de Santa Fe de Antioquia (1992-2007).
- Arzobispo Emérito de la Arquidiócesis de Santa Fe de Antioquia (2007-).